# RIZIN.28
Yogibo presents RIZIN.28（ヨギボー・プレゼンツ・ライジン・トゥエンティエイト）は、日本の総合格闘技団体「RIZIN」の大会の一つ。
2021年6月13日に東京都文京区東京ドームで開催された。

## 概要
RIZIN初の東京ドーム大会で、同会場で新日本プロレス以外の格闘技興行が開催されるのは、2006年12月に開催された「K-1 WORLD GP 2006 in TOKYO 決勝戦」以来、約14年半ぶり。MMAのイベントとしては、2003年11月9日に開催された「PRIDE GRANDPRIX 2003 決勝戦」以来、約17年半ぶりとなった。当初は、3月14日に開催が予定されていたが5月23日に延期され、さらに新型コロナウイルス感染防止のため3週間スライド（再延期）された。
メインイベントではクレベル・コイケが朝倉未来を三角絞めで絞め落としての一本勝ちで勝利した。また、トフィック・ムサエフとホベルト・サトシ・ソウザによるライト級初代王座決定戦が行われ、サトシが三角絞めで一本勝ちを収め初代王者に輝いた。
大会の模様は、地上波ではフジテレビで大会当日の20時から全国ネットで中継された。
また、今大会からMMAの試合は両選手の合意に関係なく全て肘ありとなった。

## 対戦カード
第1試合 MMAルール 73.0kg契約ワンマッチ 5分3R
○  弥益ドミネーター聡志 vs.  “ブラックパンサー”ベイノア ×
3R終了 判定 2-1
第2試合 MMAルール 120.0kg契約ワンマッチ 5分3R
○  シビサイ頌真 vs.  スダリオ剛 ×
3R 1:38 リアネイキッドチョーク
第3試合 MMAルール 66.0kg契約ワンマッチ 5分3R
○  斎藤裕 vs.  ヴガール・ケラモフ ×
3R終了 判定 2-1
第4試合 RIZIN FIGHTING JAPAN GP 2021 BANTAM WEIGHT TOUNAMENT 1回戦 5分3R
○  元谷友貴 vs.  岡田遼 ×
3R終了 判定 3-0
※元谷がトーナメント2回戦進出。
第5試合 RIZIN FIGHTING JAPAN GP 2021 BANTAM WEIGHT TOUNAMENT 1回戦 5分3R
○  扇久保博正 vs.  春日井“寒天”たけし ×
3R終了 判定 3-0
※扇久保がトーナメント2回戦進出。
第6試合 RIZIN FIGHTING JAPAN GP 2021 BANTAM WEIGHT TOUNAMENT 1回戦 5分3R
○  井上直樹 vs.  石渡伸太郎 ×
1R 1:58 TKO（サッカーボールキック）
※井上がトーナメント2回戦進出。
第7試合 RIZIN FIGHTING JAPAN GP 2021 BANTAM WEIGHT TOUNAMENT 1回戦 5分3R
○  朝倉海 vs.  渡部修斗 ×
1R 3:22 TKO（パウンド）
※朝倉がトーナメント2回戦進出。
第8試合 MMAルール 71.0kg契約ワンマッチ 5分3R
RIZINライト級タイトルマッチ（初代王者決定戦）
×  トフィック・ムサエフ vs.  ホベルト・サトシ・ソウザ ○
1R 1:12 三角絞め
※ソウザが王座獲得に成功。初代ライト級王者となった。
第9試合 那須川天心vs.3人 スペシャルマッチ特別ルール 3分3R
△  那須川天心 vs.  大﨑孔稀、HIROYA、所英男 △
時間切れ引き分け
第10試合 MMAルール 66.0kg契約ワンマッチ 5分3R
×  朝倉未来 vs.  クレベル・コイケ ○
2R 1:51 三角絞め